# Marea Liniștii
Marea Liniștii (în latină: Mare Tranquillitatis) este o depresiune care se află în bazinul Tranquillitatis pe Lună. Materialul din bazin constă din bazalt format în grupul intermediar până la vârsta tânără din epoca Imbrianului superior. Munții din jur sunt considerați a fi din epoca inferioară a Imbrianului, dar bazinul actual este probabil pre-nectarian. Bazinul are margini neregulate și nu are o structură definită, prezentând mai multe inele. Topografia este neregulată, ca rezultat al intersecției bazinelor Tranquillitatis, Nectaris, Crisium, Fecunditatis și Serenitatis, inclusiv două inele care intră în bazinul Procellarum. Palus Somni, pe marginea de nord-est a mării, este umplut cu bazaltul care s-a vărsat din Tranquillitatis. 
Acestă mare are o nuanță ușor albăstruie față de restul Lunii și se remarcă destul de bine atunci când culoarea este prelucrată și extrasă din fotografii. Culoarea este datorată conținutului mai mare de metal din solul bazaltic sau din roci.
 

În contrast cu alte mări lunare, nu există o concentrație de masă (mascon) sau o mare gravitațională în centrul Mării Liniștii. Concentrații de masă au fost identificate în centrul altor mări (cum ar fi Serenitatis sau Imbrium) din urmărirea efectului Doppler din cele cinci nave spațiale Lunar Orbiter în 1968. Câmpul de gravitație a fost cartografiat la rezoluție mai mare cu orbiterele ulterioare, cum ar fi Lunar Prospector și GRAIL, care au dezvăluit un model neregulat. 

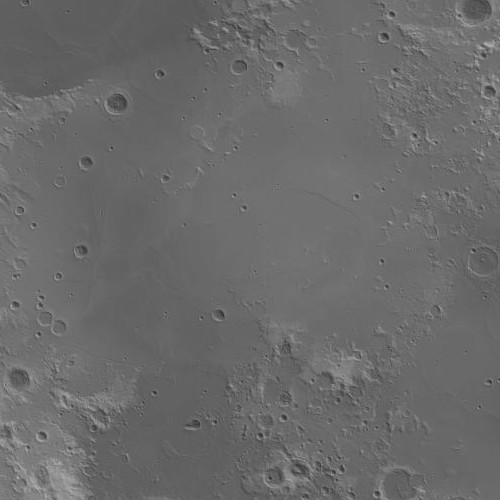
Harta topografică
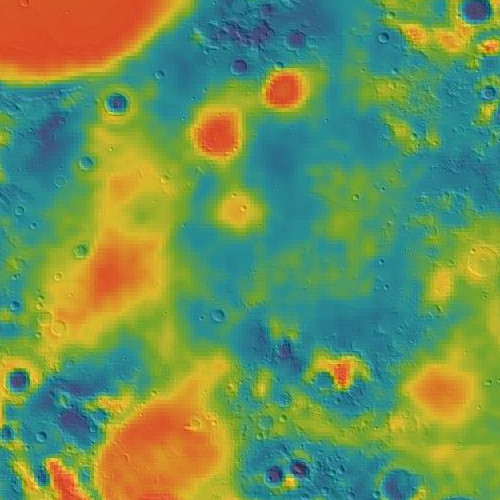
Harta bazată pe câmpul gravitățional

## Denumire
Marea Liniștii a fost numită în 1651 de către astronomii Francesco Grimaldi și Giovanni Battista Riccioli pe harta lor lunară, Almagestum novum.

## Debarcarea

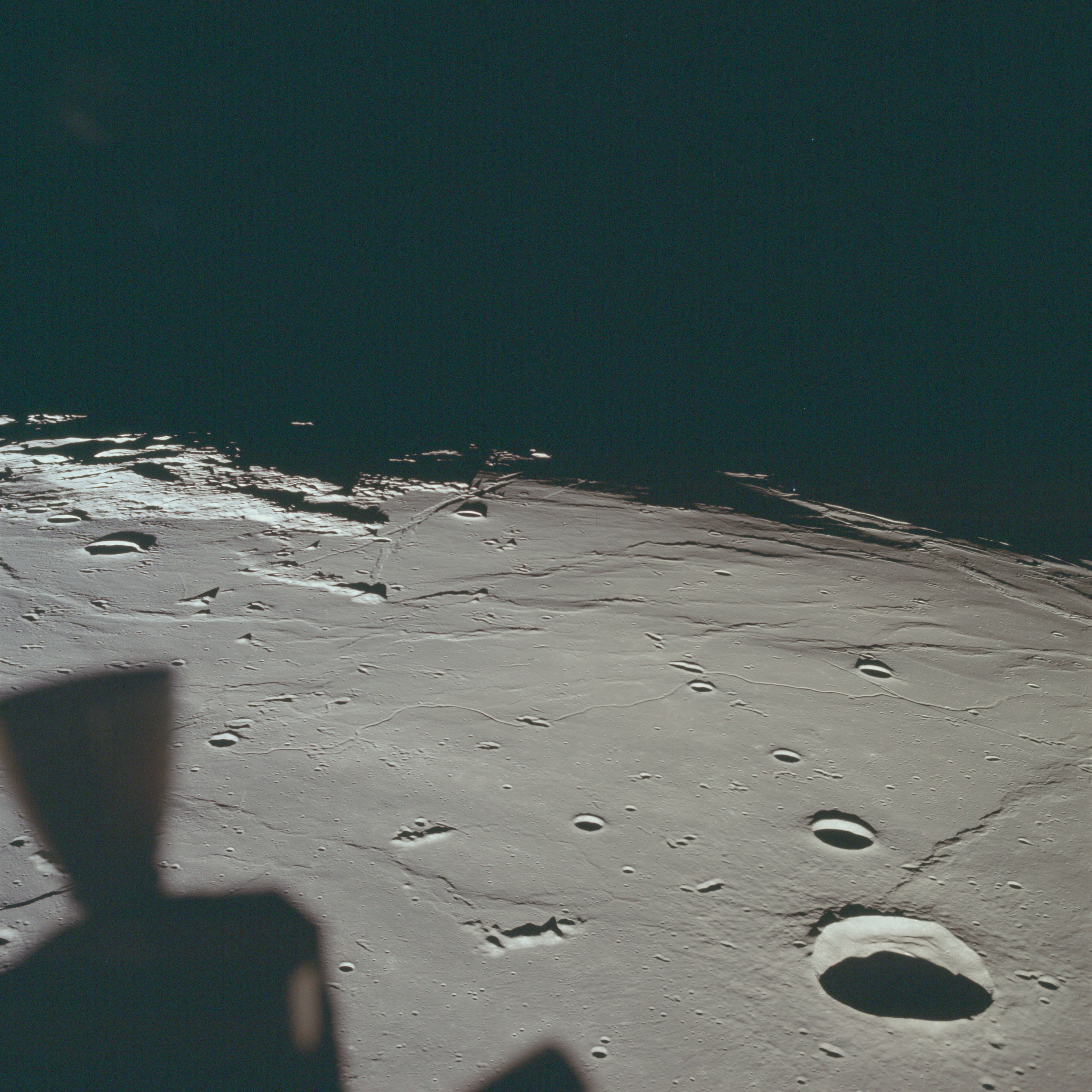
O vedere a punctului de aselenizare Apollo 11 în centru, cu craterul Maskelyne în prim plan

La 20 februarie 1965, nava spațială Ranger 8 a fost prăbușită în mod deliberat în Marea Liniștii la 2°38′16″N 24°47′17″E / 2.6377°N 24.7881°E - 2°38′16″N 24°47′17″E / 2.6377°N 24.7881°E, după ce a transmis cu succes 7137 fotografii apropiate ale Lunii în ultimele 23 de minute ale misiunii sale.
Surveyor 5 a aselenizat în Marea Liniștii pe 11 septembrie 1967, după ce a transmis 19118 de imagini ale Lunii și a fost al cincilea lander lunar al programului fără pilot al Surveyor.

### Apollo
Marea Liniștii a fost, de asemenea, locul unde a aselenizat prima misune cu echipaj uman, la 20 iulie 1969, la ora 20:18 UTC. După ce astronauții Neil Armstrong și Buzz Aldrin au efectuat o aseleniare lină a modulului lunar Apollo 11, poreclit Eagle, Armstrong a transmis controlorilor de zbor de pe Pământ: „Houston, aici Baza Tranquility. Vulturul a aterizat”. Zona de aselenizare la 0°48′N 23°30′E / 0.8°N 23.5°E a fost numită Statio Tranquillitatis, iar trei cratere mici la nord de bază au fost numite Aldrin, Collins și Armstrong, în onoarea echipajului Apollo 11.
Apollo 11 a aselenizat la 0°40′27″N 23°28′23″E / 00.67408°N 23.47297°E de 0°40′27″N 23°28′23″E / 00.67408°N 23.47297°E.

## Golfuri
De-a lungul periferiei mării se găsesc câteva trăsături în formă de golf, care au fost denumite: Sinus Amoris, Sinus Asperitatis, Sinus Concordiae și Sinus Honoris.

## Vizualizări
Acestea sunt cele trei vederi ale Mării Liniștii pe Lună, realizate de camera de cartografiere a misiunii Apollo 17 în 1972, orientate spre sud-vest de la o altitudine medie de 111 km pe Revoluția 36 a misiunii. În stânga se află partea de est a Mării Liniștii, cu craterul Franz (din dreapta jos), Lyell (podea întunecată, dreapta din centru) și Taruntius (stânga sus). "Golful" miei întunecate (bazalt) la stânga este Sinus Concordiae, cu "insule" de material mai vechi și mai înalt. În dreapta se află craterul Cauchy, care se află între Rupes Cauchy și Cauchy. Fotografia centrală prezintă mlaștina centrală cu craterele Vitruvius (din dreapta jos) și Gardner (centrul de jos). La orizont sunt zonele mai ușoare, la marginea sudică a marei, în apropierea locului de aselenizare Apollo 11. Craterul Jansen este vizibil la marginea fotografiei centrale și a celei drepte. Fotografia din dreapta arată marea vestică, cu craterele Dawes (stânga jos) și marele Plinius (43 km diametru), cu Plinius Rilles în prim plan. Aceste fotografii au fost colectate la câteva minute între ele, modulul de comandă America orbită pe Lună. Cota de soare scade de la 46 de grade la stânga la 30 de grade la dreapta. 

## Galerie

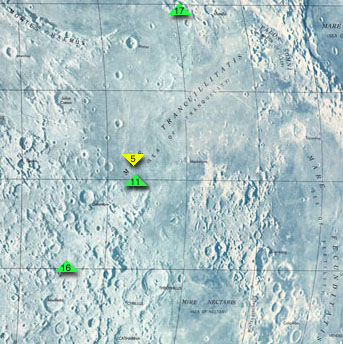
Hartă a Mării Liniștii, cu indicarea punctelor de aselenizare ale misiunilor Apollo 11, Apollo 16, Apollo 17 și Surveyor 5. La sud-est este Mare Fecunditatis, la nord-est Mare Crisium, la nord-vest Mare Serenitatis, iar la sud este Mare Nectaris.
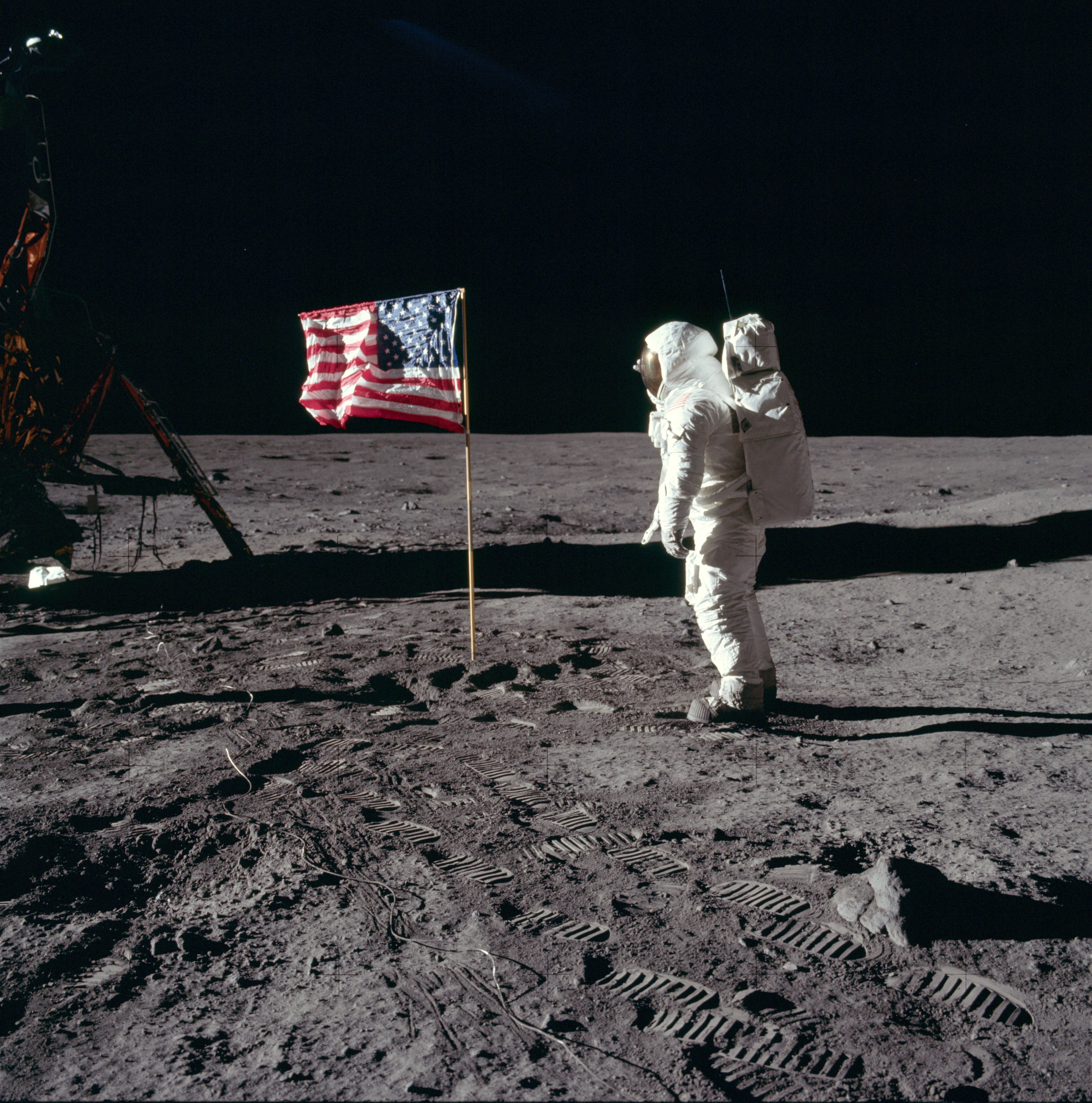
Buzz Aldrin salută drapelul SUA amplasat în Marea Tranquillitatis în timpul misiunii Apollo 11, din 1969.
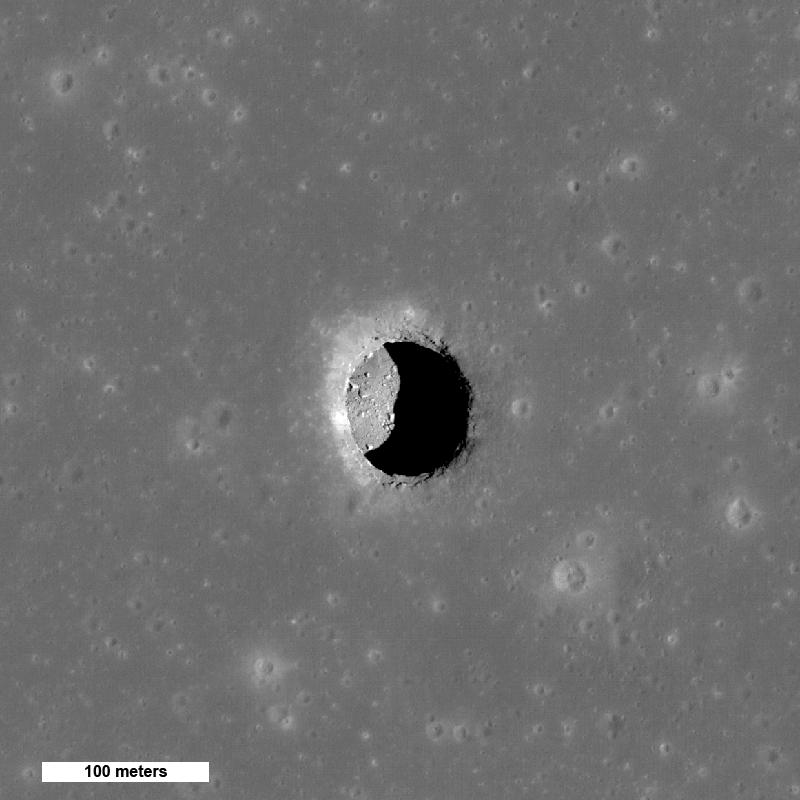
Vedere asupra craterului din Marea Tranquillitatis. Imaginea are 400 de metri, cu nordul orientat în partea superioară; NAC M126710873R.